# 丰特奈圣佩尔
丰特奈圣佩尔（法語：Fontenay-Saint-Père，法語發音：[fɔ̃tnɛ sɛ̃ pɛʁ]）是法国伊夫林省的一个市镇，属于芒特拉若利区。

## 地理
丰特奈圣佩尔（49°1'37"N, 1°45'6"E）面积13.06 平方千米，位于法国法蘭西島大區伊夫林省，该省份为法国北部内陆省份，北起瓦兹河谷省，西接厄尔省，西南接厄尔-卢瓦省，东南接埃松省，东临上塞纳省。
与丰特奈圣佩尔接壤的市镇（或旧市镇、城区）包括：德罗库尔、福兰维尔-代讷蒙、吉特朗库尔、利迈、萨伊、圣西尔昂纳尔蒂。
丰特奈圣佩尔的时区为UTC+01:00、UTC+02:00（夏令时）。

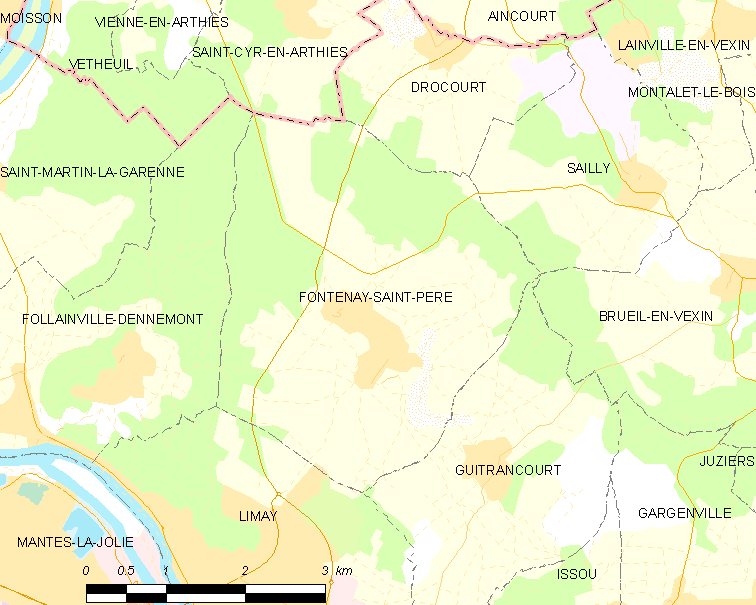
丰特奈圣佩尔的OSM定位图

## 行政
丰特奈圣佩尔的邮政编码为78440，INSEE市镇编码为78246。

## 政治
丰特奈圣佩尔所属的省级选区为利迈县。

## 人口

1962-2008年间丰特奈圣佩尔人口变化图示

丰特奈圣佩尔于2022年1月1日时的人口数量为955人。